# ブイ・トゥアン・ラム
ブイ・トゥアン・ラム（ベトナム語：Bùi Tuấn Lâm、漢字：裴俊林、英語：Peter Lam Bui、1984年 - ）は、ベトナムの人権活動家。
2021年、トルコ人シェフでインターネット・ミームの塩振りおじさんのパロディ動画を投稿し、ソーシャルメディアで話題となった。
2022年9月、反国家プロパガンダの拡散の罪で逮捕・起訴され、現在5年の懲役刑に服している。